# Колган, Джон
Джон Колган или Шон МакКолган (англ. John Colgan; ирланд. Seán Mac Colgan; 1592, близ Карндона в графстве Донегол — 15 января 1657, Фламандский Брабант) — ирландский историк, агиограф, латинист, францисканский монах.

## Биография
В юности вступил в орден францисканцев и в 1612 году был отправлен на учёбу в ирландский Францисканский колледж св. Антония Падуанского в Лёвене. В 1618 году рукоположён в священники. Некоторое время преподавал богословие в Лёвене, но вскоре оставил кафедру, чтобы посвятить себя изучению ирландского языка, которым славился этот колледж.
Подготовил значительную коллекцию ирландских рукописей по агиологии, провёл большую работу, опубликованную в шести томах, посвященных всему спектру ирландской церковной истории и древностей.

## Избранные опубликованные труды
- Acta Sanctorum veteris et majoris Scotiae, seu Hiberniae, Sanctorum Insulae, partim ex variis per Europam MSS. Codd. Exscripta, partim ex antiquis Mongis и другие документы, подтверждающие права; конгестия; Министр Hibern. Scrictioris Observ., Lovanii, S. Theologiae Lectorem Jubilatum (1645).
- Triadis Thaumaturgæ, seu divorum Patricii, Columbæ, et Brigidæ, trium veteris et majoris Scotiæ, seu Hiberniæ, Sanctorum insulæ, communium patronorum acta, variis, iisque pervetustis ac Sanctis, authoribus Scripta, ac studio RPF Min. .. Hibernor, Stritior, Observ, Lovanii, С. Theologiae Lectoris Jubilati ех variis bibliothecis Collect scholiis ET commentariis Illustrata, ET PLURIBUS appendicibus АУК; complectitur Tomus Секундус sacrarum ejusdem Insulae Antiquitatum, Nunc PRIMUM в Luc prodiens (1645).

Помимо этого оставил в рукописи:
- De Apostolatu Hibernorum inter exteras Gentes cum Dice Alphabetico de exteris santis;
- De Sanctis in Anglia, Britannia, Aremorica, in reliqua Gallia, in Belgio ;
- De Sanctis in Lotharingia et Burgundia, in Germania ad senestram et dexteram Rheni, in Italia